# Nu (アーケードゲーム基板)
Nu（ニュー）は、セガ（後のセガ・インタラクティブ）が2013年9月に次世代業務用汎用基板として発表したアーケードゲーム用のシステム基板。RINGシリーズの後継機となる。
その後、汎用基板ALLSが誕生し、そちらに役目を譲った。

## 概要
アーキテクチャは前身のRINGシリーズ同様PCベースで構成されており、OSにWindows 8ベースのMicrosoft Windows Embedded 8 Standardを採用。Intel Core i3-3220（Ivy Bridge）やNVIDIA GeForce GTX650 Ti（Keplerアーキテクチャ）等を搭載する。
アプリケーションは従来までのDVD-ROMに加えて、USBストレージ、ネットワーク配信等により供給される。
Nu基板の外観はほぼRINGEDGEそのままで、I/Oパネルは一部配置が変更、PCIスロットの数はRINGEDGE2と同じであり、残り2つのスペースにJVS端子やその他ハーネス用の端子を搭載した基板が取り付けられている。電源ユニットはFlexATXサイズで専用コネクタを使用する。またセキュリティキーチップはRINGシリーズまでの専用端子方式からUSB接続方式に変更され、さらに当基板にてUSB 3.0端子が採用されたことに伴い、LINDBERGHから採用されたJVS I/Oコネクタとの誤接続を防止するための端子としてのUSBミニA端子が廃止され、通常のUSB A端子となった。これはUSB 3.0に対応したUSBミニA端子が規格としてはじめから用意されていなかったこと、USB 3.0端子とUSB 2.0の絶縁部が混在する環境ではUSB2.0は白か黒、USB3.0は青でそれぞれ区別することが推奨されていることにそれぞれ起因し、結果的にJVS I/OコネクタやUSB 2.0との区別が付きやすくなったからである。これによりオペレーターがインストール作業のたびに専用のDVDドライブ（USB MiniA - USB MiniB対応ケーブルを使用するもの）を探し回らなくとも、通常の外付DVDドライブ（USB A - USB B・MiniB・MicroBの各対応ケーブルを使用するもの）でインストールが可能となった。
ローンチタイトルは『初音ミク Project DIVA Arcade Future Tone』（稼働開始日：2013年11月21日）である。
セガ・インタラクティブ設立後は、ビデオボードの型番などが変更された「Nu1.1」が登場。外観はオリジナルのNu基板そのままに、ロゴラベルに「1.1」の表記が追加された程度。サードパーティ向けの供給も『ルイージマンションアーケード』によるカプコンへの供給もなされた。
その後、廉価版となる「Nu SX」および「NuSX1.1」も登場、基板単体だと中身がむき出し状態である外観が特徴。
2017年1月に「Nu2」が登場。外観は従来までのNu基板から大きく変更。ATXサイズの電源をそのまま採用し、通常のC14ソケット-C13プラグの組み合わせとなった。後述する後継汎用基板ALLSで本基板の外観が継承されている。
なお、最初に登場したNuにおいてはストレージとなるSSDが64GB(本ページでは前期と記載）と128GB(同 後期と記載）のものが存在し、それぞれ採用ベンダーが異なっている。

## 基板スペック
CPUNu,Nu1.1:Intel Core i3-3220 3.30GHz:Nu2:Intel Core i5-6500 3.20GHz
メインメモリNu,Nu1.1:DDR3 SDRAM PC3-12800 4GB Nu2:DDR4 SDRAM PC4‑2133P 8GB
GPUNu:NVIDIA製GeForce GTX650 Ti GDDR5 VRAM1GB搭載:Nu1.1:NVIDIA製GeForce GTX750 Ti GDDR5 VRAM2GB搭載（DirectX11.1・OpenGL4.3対応 フルHD2画面出力対応）
Nu2:NVIDIA製GeForce GTX950 GDDR5 VRAM2GB搭載
サウンドHigh Definition Audio。192KHz/32bit 5.1ch出力対応
入出力アナログ・デジタル出力DVI-I端子×1、デジタル出力DVI-D端子×1
オンボードLAN10BASE-T、100BASE-TX、1000BASE-T
業務用ゲーム入出力 JVS I/Oコネクタ
シリアル4ch
USB 3.0×4ポート
CAN×2ポート
ストレージ前期：APACER製SATA SSD 64GB+HGST製HDD500GB:後期：TDK製SATA SSD GBDISK GS1 128GB+HGST製HDD500GB
その他ALL.Netサービス標準対応（課金・配信）

## 対応ゲーム
日付は稼働開始日（シリーズ作品は1作目もしくは当基板使用最初の作品の稼働開始日）
| 作品名                                               | 稼働時期              | 販売元                          | 基板バージョン     | 備考                                                       | 脚注         |
| ---------------------------------------------------- | --------------------- | ------------------------------- | ------------------ | ---------------------------------------------------------- | ------------ |
| 初音ミク Project DIVA Arcade Future Toneシリーズ     | 2013年11月21日        | セガ                            | Nu（オリジナル）   | このバージョン以前はRINGEDGE基板を使用。                   | [ 1 ] [ 2 ]  |
| Wonderland Wars                                      | 2015年2月19日         | セガ                            | Nu（オリジナル）   |                                                            | [ 3 ]        |
| Wonderland Wars 運命の時刻盤                         | 2016年12月            | セガ                            | Nu（オリジナル）   |                                                            | [ 4 ]        |
| Wonderland Wars 醒し創聖の闘歌劇                     | 2017年12月            | セガ                            | Nu（オリジナル）   |                                                            | [ 5 ]        |
| Wonderland Wars 七つ色の冒険譚                       | 2018年12月            | セガ                            | Nu（オリジナル）   |                                                            | [ 6 ]        |
| ルイージマンションアーケード                         | 2015年6月18日         | カプコン                        | Nu 1.1             | 現在はオンラインサービスを終了しオフライン稼働となっている |              |
| チュウニズムシリーズ                                 | 2015年7月16日〜       | セガ・インタラクティブ          | Nu 1.1             | 「PARADISE LOST」まで使用。「NEW」よりALLS HX 2.1に移行。  | [ 7 ]        |
| crossbeats REV.                                      | 2015年7月23日         | カプコン                        | Nu 1.1             | 現在はオンラインサービスを終了しオフライン稼働となっている |              |
| マリオ&ソニック AT リオオリンピック アーケードゲーム | 2016年2月24日         | 任天堂/セガ・インタラクティブ   | Nu 1.1             |                                                            |              |
| 艦これアーケード                                     | 2016年4月26日         | セガ・インタラクティブ          |                    |                                                            |              |
| 三国志大戦（第2期）                                  | 2016年12月21日        | セガ・インタラクティブ          | Nu 2               |                                                            |              |
| 頭文字D ARCADE STAGE Zero                            | 2017年3月7日          | セガ・インタラクティブ          | Nu 2               | 「6AA」-「8 インフィニティ」はRINGEDGE基板を使用。         | [ 8 ]        |
| ヒーローバンク アーケード                            | 2014年7月2日→終了済   | セガ                            | Nu SX              | キッズゲーム向け専用ビデオゲーム筐体、SAYAKA CABINETを採用 |              |
| え～でる すなばシリーズ                              | 2014年11月27日        | セガ                            | Nu SX              |                                                            |              |
| 占いコレクション トロッテ                            | 2014年12月18日        | セガ                            | Nu SX              |                                                            | [ 9 ] [ 10 ] |
| 新甲虫王者ムシキング                                 | 2015年7月16日→終了済  | セガ・インタラクティブ          | Nu SX              | 『ヒーローバンク』の筐体、SAYAKA CABINETを流用             |              |
| ネイルプリ                                           | 2015年11月19日→終了済 | セガ・インタラクティブ          | Nu SX              | ネイルシールプリント機                                     | [ 11 ]       |
| けものフレンズ3 プラネットツアーズ                   | 2019年9月26日         | セガ・インタラクティブ          | Nu SX              | SAYAKA CABINETで提供                                       |              |
| Sonic Dash Extreme                                   |                       | Nu SX                           | アメリカでのみ稼働 |                                                            |              |
| らくがきカードバトル撃墜王                           | 2016年7月13日         | セガ・インタラクティブ/ココノヱ | Nu SX1.1           |                                                            |              |
| レッ釣り GO!                                         | 2018年9月20日         | セガ・インタラクティブ          | Nu SX1.1           | メダルゲーム                                               |              |
| バベルのメダルタワー                                 |                       |                                 | Nu SX1.1           | メダルゲーム                                               |              |